# Real Republicans Football Club
Il Real Republicans Football Club è stata una società calcistica ghanese con sede nella città di Accra. Ha militato nella Ghana Premier League, la massima divisione del campionato ghanese. La squadra giocava le partite casalinghe all'Accra Sports Stadium.

## Storia
Agli inizi degli anni Sessanta, il Presidente Nkrumah chiese al potente capo dello sport ghanese, Ohene Djan, di costruire un super-team con i migliori giocatori provenienti da tutti i club del Paese per meglio aiutare la Nazionale maggiore a dominare il calcio africano. Il club venne chiamato Real Republicans in onore del Real Madrid.
Ogni squadra del campionato aveva il dovere di inviare i propri due migliori calciatori. Nel 1961, proveniente dall'Asante Kotoko insieme al compagno Dogo Moro, il leggendario Baba Yara fu tra i primi giocatori a essere cooptati per giocare nella nuova squadra. La decisione venne accolta in maniera molto negativa dal Kotoko, come da molte altre squadre, tanto che la dirigenza del Kotoko minacciò di ritirare la squadra dal campionato in segno di protesta. Edward Jonah Aggrey-Fynn fu nominato primo capitano della squadra e, successivamente, anche della Nazionale.
I giocatori dei Republicans godevano di privilegi di ogni tipo, inclusa una linea preferenziale per incontrare il Presidente, e venivano trattati come aristocratici.
Durante i primi campionati, i Republicans partecipavano solo nominalmente alla Premier League. Come da pronostico, i Republicans si rivelarono una squadra praticamente imbattibile, mietendo successi anche a livello continentale. Il miglior risultato in campo continentale fu una semifinale di Coppa dei Campioni d'Africa nel 1965, poi persa contro i camerunensi dell'Oryx Douala.
L'esistenza dei Republicans era motivo di rabbia per i tifosi delle altre squadre, che si erano viste privare dei propri elementi migliori. La vittoria del Ghana in Coppa d'Africa, nel 1963, con una squadra composta per 10/11 da giocatori dei Republicans, aiutò a placare gli animi dei ghanesi, ma la calma durò relativamente poco. Nel 1966, le altre squadre ghanesi non poterono più sopportare la politica di trasferimenti adottata dai Real Republicans, così si unirono in gruppo e boicottarono il campionato, portando alla dissoluzione temporanea della lega. I tifosi in tutto il Paese erano furiosi. L'esistenza dei Republicans è considerata una metafora dell'autoritarismo di Nkrumah. Quando, in seguito a un colpo di stato, il Presidente venne deposto, la squadra, all'apice del proprio successo, venne dissolta dal nuovo regime militare.
Un evento funesto segnò l'esistenza dei Republicans. Proprio mentre militava con la super-squadra, un incidente stradale terminò all'improvviso l'ascesa di Baba Yara, proprio mentre si trovava all'apice della propria carriera, costringendolo al ritiro all'età di soli 26 anni.

## Palmarès

### Competizioni nazionali
- Ghana Premier League: 1

1962-1963
- Ghanaian FA Cup: 1

1961-1962, 1962-1963, 1963-1964, 1965